# Basilique Sainte-Marie-Auxiliatrice de Brezje
Cette  basilique n’est pas la seule basilique Sainte-Marie-Auxiliatrice.
La basilique Sainte-Marie-Auxiliatrice est une église située à Brezje, dans la commune de Radovljica, en Slovénie. Elle est dédiée à Marie Auxiliatrice. Elle est reconnue par l’Église catholique comme basilique depuis le 5 octobre 1988, et la Conférence épiscopale slovène lui donne le statut de sanctuaire national depuis 1999, 2000 ou 2001.